# Santiago Mazza
Santiago Mazza (Saladillo, Buenos Aires, Argentina, 11 de abril de 2001) es un baloncestista argentino que se desempeña como base en Alba Basket de la Serie C de Italia.

## Trayectoria

### Clubes
| Club                        | País      | Año             |
| --------------------------- | --------- | --------------- |
| Ciudad de Saladillo         | Argentina | 2018            |
| Ferro                       | Argentina | 2018 - 2022     |
| Gimnasia y Esgrima La Plata | Argentina | 2022 - 2023     |
| Jacobo Urso                 | Argentina | 2023            |
| Pergamino Básquet           | Argentina | 2023 - 2024     |
| Alba Basket                 | Italia    | 2024 - Presente |